# Panoplosaure
El panoplosaure (Panoplosaurus, "llangardaix blindat") és un gènere de dinosaure nodosàurid, un dels últims coneguts. Va viure al Cretaci superior.